# Synarsis biroi
Synarsis biroi är en stekelart som beskrevs av Szelenyi 1936. Synarsis biroi ingår i släktet Synarsis och familjen pysslingsteklar. Inga underarter finns listade i Catalogue of Life.